# Elecciones presidenciales de Uruguay de 1852
Las elecciones presidenciales de 1852 fueron las cuartas elecciones presidenciales celebradas en el inestable Estado Oriental del Uruguay. Estas se realizaron el 1 de marzo de 1852 para elegir al presidente de la república en el período comprendido entre el 1 de marzo de 1852 al 1 de marzo de 1856, el cual sería completado entre varios interinatos y gobernantes inesperados.
Fueron las primeras elecciones a presidente tras la infame Guerra Grande. También serían las primeras en tener candidatos a favor de la fusión de las divisas.
Esta elección se realizó bajo las normas de la constitución de 1830, la cual establecía que el presidente de la república sería elegido mediante votación nominal por todos los miembros de la Asamblea General en una sesión permanente realizada el 1 de marzo, requiriéndose una pluralidad absoluta para ser investido en el cargo.

## Antecedentes

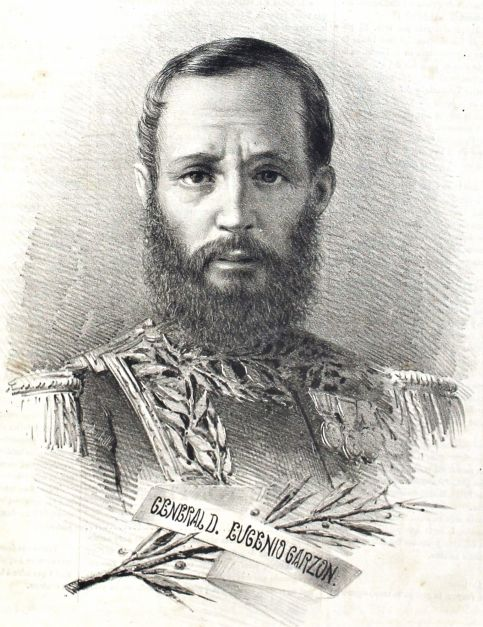
Eugenio Garzón, candidato colorado.

Se enfrentaban el Partido Colorado y el Blanco en sufragios tras mucho tiempo de conflictos bélicos. El Uruguay necesitaba un líder fuerte que acabara con la necesidad de divisiones y comenzara a unir al país (que enfrentaba también una fuerte crisis con raíz en la Guerra Grande obviamente).
Eugenio Garzón sería el postulante colorado, contaba con mucho apoyo de su bando y con una fuerte historia política, pero una enfermedad que trajo desde la Argentina lo llevaría a su muerte antes de los comicios. Lo que llevó a un fácil triunfo al blanco fusionista Juan Francisco Giró.

## Sistema Electoral
El sufragio solo lo ejercían los miembros de la asamblea general. El voto no era secreto, ya que los Diputados y Senadores tenían que firmar su balota.

## Resultados
| Candidato               | Partido                     | Votos | %     |
| ----------------------- | --------------------------- | ----- | ----- |
| Juan Francisco Giró     | Partido Blanco (Fusionista) | 35    | 92.11 |
| Juan Antonio Lavalleja  | Independiente               | 1     | 2.63  |
| Florentino Castellanos  | Partido Colorado            | 1     | 2.63  |
| Martín García de Zúñiga | ?                           | 1     | 2.63  |
| Total                   | Total                       | 38    | 100   |
| Fuente:                 |                             |       |       |

## Consecuencias
En contra de la fusión de divisas, Giró sería obligado a dimitir y sería impuesto un triunvirato tras un año del presidente en oficina.